# 柳武彦
柳 武彦（やなぎ たけひこ、1916年3月28日 - 生没不明）は、日本のフィールドホッケー選手。

## 経歴
慶應義塾大学経済学部卒業。1936年ベルリンオリンピックでホッケー競技に出場した。